# دانيال غولت
دانيال غولت هو محرر وسياسي أمريكي، ولد في 8 مايو 1842 في مقاطعة ديفيس في الولايات المتحدة، وتوفي في 20 أبريل 1912 في أوريغون في الولايات المتحدة. نشط حزبياً في Oregon Republican Party ‏ والحزب الجمهوري. وقد انتخب عضو مجلس نواب أوريغون ‏.